# Calathea pulchella
Calathea pulchella là một loài thực vật có hoa trong họ Marantaceae. Loài này được (E.Morren) Körn. mô tả khoa học đầu tiên năm 1858.